# Keshav Dutt
Keshav Chandra Dutt, född 29 december 1925 i Lahore, död 7 juli 2021 i Kolkata, var en indisk landhockeyspelare.
Dutt blev olympisk guldmedaljör i landhockey vid OS i London 1948 samt vid OS i Helsingfors 1952.